# Station Reimegrend
Het Station Reimegrend is een spoorwegstation in Reimegrend in de Noorse gemeente Voss. Het station werd gebouwd in 1908. Reimegrend, gelegen op ruim 450 meter hoogte, wordt gebruikt door de stoptreinen op Bergensbanen tussen Bergen en Myrdal.